# پهواخو
پهواخو (به اسپانیایی: Pehuajó) شهری در کشور آرژانتین، استان بوئنوس آیرس است که در سال ۲۰۰۹ میلادی، حدود ۲۹٬۶۳۹ نفر جمعیت داشته است.